# Іван Кастріоті
Іван Кастріоті (Гйон Кастріоті)[a] — албанський феодал з дому Кастріоті та батько албанського лідера Ґєрджа Кастріоті (більш відомого як Скандербег). Він керував територією між мисом Родон і Дібер і мав у своєму розпорядженні армію з 2000 вершників.

## Раннє життя

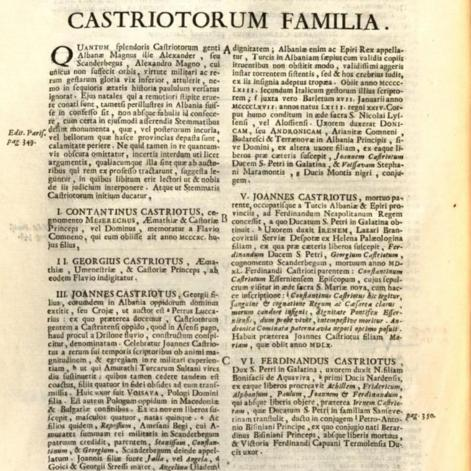
Генеалогія родини Кастріоті, Du Cange (1680), Historia Byzantina duplici commentario

Сім'я Кастріоті походила з регіону північної Албанії між Матом, Дібером і Хасом. Костянтин Кастріоті Мазреку засвідчено в Genealogia diversarum principum familiarum Джованні Андреа Анджело Флавіо Комніна. Анджело згадує Кастріоті як Constantinus Castriotus, cognomento Meserechus, Aemathiae & Castoriae Princeps (Константін Кастріот, на прізвище Мезерех, князь Ематії та Касторії). Анджело використовував псевдонім Meserechus стосовно Скандербега, і це посилання на те саме ім'я міститься в інших джерелах і відтворюється в пізніших, як-от «Historia Byzantina» Дю Канжа (1680). Ці посилання підкреслюють, що Кастріоті використовували ім'я Мазреку як назву, яка підкреслювала їхню племінну приналежність (farefisni). Ім'я Мазреку, що албанською мовою означає «заводчик коней», зустрічається в усіх регіонах Албанії. Гван Кастріоті був сином Пала /Джерджа Кастріоті. Він з'являється у двох історичних джерелах: Breve memoria de li discendenti de nostra casa Musachi Івана Музаки (1510) і Genealogia diversarum principum familiarum Анджело (1603/1610), які пізніше були значною мірою відтворені Дю Канжем (1680). Анджело називає батька Івана Кастріоті «Георгієм Кастріотом» (Gjergj), володарем (princeps) «Aemathiae, Umenestria» (Мат і, ймовірно, Уймішт) і «Castoriae». Цей топонім трактується як Кастріот, Кастрат у Хасі, Кастрат у Дібрі або мікротопонім «Костур» біля села Мазрек Хаського району. Музака називає його «Пауло Кастріото» (Пал) і стверджує, що «він правив не більше ніж двома селами, які називалися Сігна та Гарді Іпостезі» (Сіне і Гарді і Поштем, в Чідхен Діберського району).
Його правління над «тільки двома селами», як описує Музака, було оскаржене, тому що, якщо це правда, це означало б, що його син Іван Кастріоті, який правив набагато більшою територією, прийшов до влади протягом одного покоління. Це вважається дуже малоймовірною траєкторією в контексті албанського середньовічного суспільства, оскільки знатні сім'ї отримали сферу впливу протягом кількох поколінь у складній системі приналежності до місцевих сільських громад і змішаних шлюбів між собою. Історик Крісто Фрашері вважає вірогідним, що він правив своїм регіоном «у третій чверті XIV століття» між 1350–75 роками, виходячи з того факту, що коли народився його онук Ґєрдж Кастріоті, його син Іван уже народив сімох дітей від Войсави, донька малолітнього пана з Пологівської долини. Кастріоті вперше з'являються в архівних документах в період правління Івана Кастріоті наприкінці XIV — на початку XV століття.

## Життєпис
Іван Кастріоті піднявся як феодальний правитель в Албанії в той час, коли у її внутрішній політиці все більше домінували Венеційська Республіка, яка контролювала багато її торгових центрів, і Османська імперія, яка в тій чи іншій формі почала васалізувати багатьох дрібних незалежних панств. Албанським феодалам доводилося балансувати між двома Великими державами своєї епохи та конкурувати між собою. У 1402 році Кастріоті, Коя Захарія, Дхімітер Йоніма та інші албанські васали османського султана Баязида I особисто очолили свою свиту в битві під Анкарою. Османська поразка призвела до відступу османів від албанських справ, і родини, які брали участь у битві під Анкарою, такі як Йоніма та Захарія, були ослаблені. Балшичі, які бачили можливість взяти Дуррес у венеційців, зазнали поразки, а Костянтин Балшич був страчений. У вакуумі влади, що утворився, Кастріоті зміцнив свої позиції та прагнув розширити свою діяльність у прибережних районах поблизу контрольованих Венецією торгових центрів. Він забезпечував безпечний проїзд купцям у внутрішній частині країни і не мав претензій на територію, що контролювалася Венецією. Венеція розглядала їхній союз як противагу іншим місцевим володарям і османам.
1413 року Кастріоті разом зі своїми спадкоємцями прийняв сюзеренітет і став громадянином Венеції. Після того, як став османським васалом між 1415 і 1417 роками, Кастріоті підтримував добрі відносини з Венецією і навряд чи став би під загрозу ці відносини, захопивши мис у Венеції. 1419 року венеційці намагалися підкупити Кастріоті та Дукаджіні для боротьби проти Зети, але, здається, безуспішно.

Карта бойових дій у війні 1421—1423 рр. між Сербським деспотатом і Венецією

У період 1419—1426 років Іван був союзником сербського деспота Стефана Лазаревича, який також був васалом Османської імперії. Лазаревич забрав Зету у Бальші III у 1421 році, але венеціанці не визнали його, утримуючи окуповані узбережжя Зетану та Буну, включаючи Дріваст. У серпні 1421 року Лазаревич привів війська до Зети і взяв Свєті-Срдж, Дрішт і Бар; венеційці уклали перемир'я і тепер утримували лише міста Шкодер, Ульцинь і Будва. Коли Лазаревич вимагав здачі цих міст, Венеція відмовилася, і війна поновилася. Кілька албанців Івана Кастріоті на чолі з одним із його синів приєдналися до Лазаревича одразу після прибуття останнього до Зети. За словами Фан Нолі, саме Станіша був посланий його батьком разом із допоміжними силами допомогти сербському деспоту захопити Шкодер у венеційців. Лазаревич обложив Шкодер, ймовірно, у червні 1422 року, і протягом року здавалося, що Венеція втратить свої володіння; однак за підтримки деяких місцевих албанців у грудні 1422 р. Венеції вдалося прорвати облогу. У січні 1423 року Венеція підкупила та схилила на свій бік Памаліотів на Бояні, а потім купила кількох племінних вождів у Зеті або поблизу неї: Паштровичів, Іванв Кастріоті (який контролював околиці Леже), Дукаджінів та Кою Захарію. Хоча жоден із них не був мобілізований Венецією, вони залишили лави армії Лазаревича і, таким чином, стали потенційною небезпекою для Лазаревича. Хоча в квітні 1423 року венеційський адмірал Франческо Бембо запропонував Кастріоті, Дукаджіну та Койї Захарії гроші приєднатися до венеційських військ проти Сербського деспотату (пропонуючи 300 дукатів Івану Кастріоті), вони відмовилися.
Час від часу одного або кількох синів Івана відправляли як заручників до османського двору. У 1428 році Іван Кастріоті був змушений просити вибачення у венеційського сенату через участь Скандербега у військових кампаніях Османської імперії проти християн.

### Війна з османами
У спробі пом'якшити османський тиск під час облоги Фессалонік 1428 року Венеція надихнула Івана повстати проти османів. У серпні 1428 року він послав своїх посланців, священика Димитрія та лорда Мурата, щоб передати венеційцям листи, написані султаном протягом останніх п'яти років (відтоді як венеційці 1423 року захопили Салоніки). У цих листах султан наказує Івану атакувати венеційські володіння в Албанії. Оскільки він відмовився співпрацювати з османами, Іван благав венеційців забезпечити йому безпеку, якщо османи нападуть на нього. У квітні 1430 року, після захоплення Османами Фессалонік, вони захопили більшу частину землі Івана. Османські війська очолював Ісак-бег, який був санджакбеєм санджаку Скоп'є. Він розмістив османські гарнізони в двох замках Івана, а решту знищив. Ісак-бег дозволив Івану керувати дуже невеликою частиною території, оскільки османи покладали на Івана відповідальність лише за непокору, а не за зраду. Між 1432 і 1436 роками Іван Кастріоті приєднався до невдалого повстання проти Османської імперії під проводом Ґєрджа Аріаніті та знову зазнав поразки від османських військ під керівництвом Ісак-Бега.
Хоча є згадка про те, що Іван міг померти 1437 року; це невірно, оскільки він згадується як живий 28 березня 1438 р. Ймовірно, Іван помер задовго до 7 липня 1439 року (оскільки цього року він згадується як мертвий). Територія, яку раніше контролював Іван Кастріоті, була анексована османами і внесена до їхніх реєстрів як земля Юван-ілі (Юван — це ім'я Івана турецькою мовою). До 1438 року частина володінь Івана Кастріоті, що складалася з дев'яти сіл, була присуджена Скандербегу як його тімар, а в травні 1438 року ці дев'ять сіл були присуджені Андре Карло. Надання цих сіл Андре Карло, мабуть, засмутило Скандербега, який просив надати йому контроль над зеаметом у Місії, який складався з колишнього домену його батька. Санджакбей (ймовірно, з Охридського санджаку) заперечив проти прохання Скандербега.

## Адміністрація
Збирання мита з рагузьких торговців, експорт зерна та торгівля сіллю для Івана Кастріоті були важливими джерелами доходу.
Венеційська республіка з початку 1410 р. намагалася ввести власні одиниці вимірювання на ринках у Скутарі, Дуразо та Алессіо. Цей намір викликав замішання, що стало приводом для Івана Кастріоті поскаржитися через своїх посланців у Венеції. У січні 1410 року венеціанці прийняли вимоги Івана вимірювати експортовані ним зерна та інші продукти так, як вони вимірювалися раніше.
За наказом деспота Сербії, коли вони прямували з Рагузи до Прізрена, вони повинні були використовувати шлях через Шкодер в Албанії Венета, а землю Кастріоті замість попереднього шляху через землю під контролем дрібного феодала володарів і високогірних племен Чорногорії. У цьому листі Іван повідомив купців з Дубровника, що їм було надано гарантію безпеки під час проходження через регіони, які були під його контролем, на шляху з Шуфади до Прізрена. У березні 1422 року Іван попросив Венецію дозволити рагузьким торговцям подорожувати на його територію в Суфадей через Алессіо замість Скутарі, що було дозволено з серпня.
Після смерті Балші III Балшичи 1421 року венеційці пообіцяли дозволити Кастріоті збирати сіль, видобуту в Дурресі. Через скорочення виробництва Венеція не виконала своїх обіцянок. Іван намагався уникнути монополії Венеційської республіки і побудував власні ставки для випаровування солі. 1424 року венеційці змусили його знищити їх усіх, оскільки помітили, що деякі з їхніх конвоїв, спрямованих для збору солі в Дуррес, так там і не з'явилися. На початку XV століття Шуфадай (колишній важливий ринок на Адріатичному морі, поблизу Леже) був володінням родини Йоніма, а 1428 року він перебував під контролем Івана. У той час регіон Шуфада був багатий лісами, і деревину транспортували через порт до Рагузи. 17 серпня 1428 року Іван поскаржився через своїх представників у Венеції, оскільки йому не дозволили збирати сіль у Дурресі.

## Релігія
На його релігію безпосередньо впливав міжнародний баланс політичних сил. Вважається, що популярна приказка в південній Албанії: «Де меч, там і релігія» (алб. Ku është shpata, është feja) походить від Ііана Кастріоті. Коли він був союзником Венеції в 1407—1410 роках, він був римо-католиком. Після того, як він об'єднався зі Стефаном Лазаревичем, деспотом Сербського деспотства в період 1419—1426 років, він прийняв православ'я, а 1431 року прийняв іслам, оскільки був васалом Османської імперії.
1426 року він пожертвував право на доходи від податків, зібраних з двох сіл (Ростуша і Требіште в Північній Македонії) і з церкви Святої Марії, яка була в одному з них, сербському православному монастирю Хіландар на горі Афон, де його син Репош пішов у відставку і помер 25 липня 1431 року. Згодом, між 1426 і 1431 роками Кастріоті та його сини, за винятком Станіші, придбали чотири адельфати (права на проживання на монастирській території та отримання субсидій з монастирських ресурсів) на вежу Святого Георгія та на деяку власність у монастирі. Вежа Святого Георгія монастиря Хіландар на честь його була відома як Албанська вежа (серб. Арбанашки пирг, трансліт. Arbanaški pirg). Через те, що він часто змінював релігію, невідомо, але на момент смерті він міг бути римо-католиком.

## Титули
Його різні титули, що використовуються в джерелах, включають Володаря Ематії та Вуменестії або просто Володаря Мату. У венеційських джерелах він також згадувався як «володар в Албанії» (Dominum in Albania) і «володар частини Албанії» (Dominus Partium Albanie).